# Vatica vinosa
Vatica vinosa är en tvåhjärtbladig växtart som beskrevs av Peter Shaw Ashton. Vatica vinosa ingår i släktet Vatica och familjen Dipterocarpaceae. Inga underarter finns listade i Catalogue of Life.